# Fallo personale

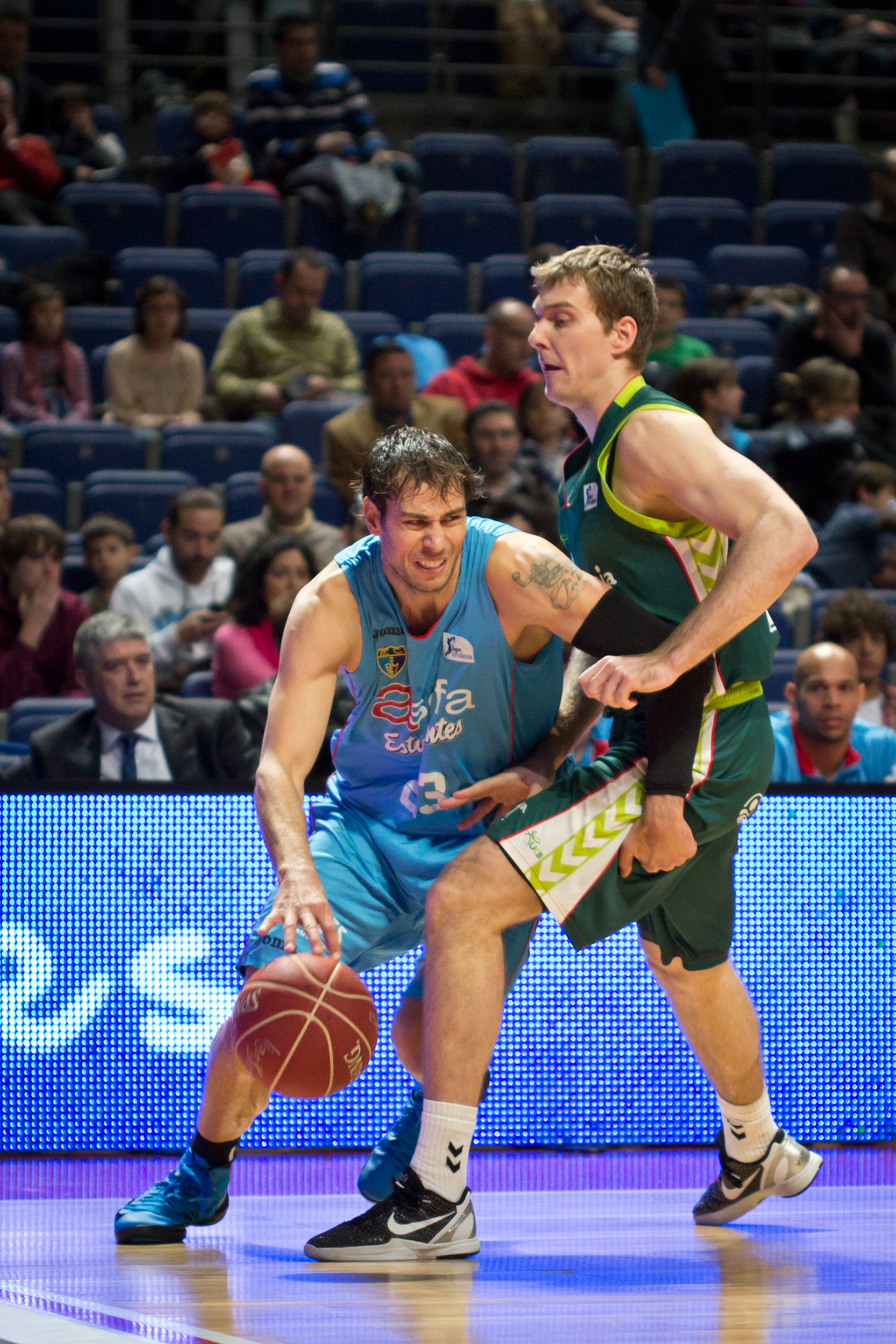
Zoran Dragić (a sinistra) commette fallo su Carl English (a destra).

Nella pallacanestro, il fallo personale è un'infrazione alle regole che implichi un contatto fisico scorretto con un avversario.
L'arbitro deve sanzionare un fallo personale ogniqualvolta un giocatore, nel marcare l'avversario, non rispetta il principio del cilindro, cioè esce dallo spazio ideale compreso in avanti dalle sue mani, dietro dai suoi glutei e di lato dai suoi avambracci e invade il "cilindro" avversario. Il fallo può essere sanzionato sia a chi difende sia a chi attacca. Esistono diversi tipi di falli in attacco: il fallo di sfondamento, il blocco illegale, i calcetti (calci su tiro in sospensione) e via dicendo.
Nel caso in cui il fallo in difesa sia stato commesso su un giocatore in atto di tiro, verranno assegnati due tiri liberi nel caso si trovasse all'interno dell'area dei 6,75 metri e tre se si trovasse fuori. Un tiro libero viene invece assegnato se il giocatore realizza il canestro prima o contemporaneamente al fallo. Se il giocatore non stava tirando o si tratti di un fallo in attacco, si riprenderà con una rimessa laterale. Se invece è già attivo il bonus, si tireranno due tiri liberi.
Esiste anche il doppio fallo, che viene fischiato nel caso in cui due giocatori commettano reciprocamente un fallo personale. In quel caso, non vengono assegnati tiri liberi e la palla viene assegnata alla squadra che ne era in possesso.
Associato al fallo personale, vi è il "flop": una caduta intenzionale da parte di un giocatore dopo un contatto fisico di scarsa entità, per ingannare l'arbitro.

## Tipologie di falli
I falli vengono raggruppati in 7 categorie, che vengono segnalate a referto con delle lettere, che sono:
- "P": falli personali dei giocatori (questi falli vengono sanzionati con tiri liberi se il giocatore era in fase di tiro oppure con una rimessa laterale o dal fondo se il giocatore non stava tirando e se la squadra non era in possesso del bonus)
- "T ": fallo tecnico di un giocatore (sanzionato sempre con 1 tiro libero)
- "U": fallo antisportivo di un giocatore (sanzionato con 2 tiri liberi o 1 se chi ha subito il fallo ha segnato il canestro, più extra possesso agli avversari)
- "D": fallo squalificante (sanzionato con 2 tiri liberi o 1 se chi ha subito il fallo ha segnato il canestro, più extra possesso agli avversari, questa tipologia di falli di solito viene controllata da una commissione che aggiunge una pena disciplinare o un'ammenda)
- "F": espulsione per rissa di un giocatore non in campo (non sanzionato sul campo se non con l'allontanamento del giocatore)
- "C": fallo tecnico all'allenatore (sanzionato sempre con 1 tiri liberi più extra possesso agli avversari, a volte anche con l'allontanamento dell'allenatore)
- "B": fallo tecnico alla panchina (sanzionato sempre con 1 tiri liberi più extra possesso agli avversari, non viene assegnato a chi ha commesso la protesta in panchina ma viene addebitato direttamente all'allenatore).[1]